# Los Angeles Rams 1976
La stagione 1976 dei Los Angeles Rams è stata la 38ª della franchigia nella National Football League e la 230ª a Los Angeles La squadra vinse il quarto di otto titoli di division consecutivi, un record NFL all'epoca. Nei playoff raggiunse per il terzo anno consecutivo la finale di conference, dove fu battuta dai Minnesota Vikings non riuscendo ancora a qualificarsi per il primo Super Bowl.

## Roster
| Roster dei Los Angeles Rams nel 1976 |
| --- |
| Quarterback - 11 Pat Haden - 12 James Harris - 16 Ron Jaworski Running Back - 45 Jim Bertelsen - 32 Cullen Bryant - 22 John Cappelletti - 30 Lawrence McCutcheon - 33 Rob Scribner Wide Receiver - 29 Harold Jackson - 81 Ron Jessie - 87 Dwight Scales Tight End - 80 Bob Klein Offensive Linemen - 77 Doug France T - 60 Dennis Harrah G - 65 Tom Mack G - 61 Rich Saul C - 71 Joe Scibelli G - 78 Jackie Slater T - 75 John Williams T Defensive Linemen - 90 Larry Brooks DT - 89 Fred Dryer DE - 79 Mike Fanning DT - 76 Cody Jones DT - 74 Merlin Olsen DT - 85 Jack Youngblood DE Linebacker - 50 Kevin McLain - 64 Jack Reynolds - 58 Isiah Robertson - 53 Jim Youngblood Defensive Back - 42 Dave Elmendorf SS - 28 Monte Jackson CB - 49 Rod Perry CB - 48 Bill Simpson FS - 27 Pat Thomas Special Team - 10 Tom Dempsey K - 9 Rusty Jackson P |
| Legenda - I rookie sono in corsivo. - Il primo ruolo è il principale mentre gli eventuali successivi indicano i ruoli secondari. - (IR) sta per Injured Reserve ed indica la lista ristretta per un solo giocatore infortunato che può tornare ad allenarsi dopo la settimana 6 e a rientrare in prima squadra dopo che questa ha giocato 8 partite. - (NF-Inj.) / (NF-Ill.) stanno rispettivamente per Non-Football Injured e Non-Football Illness ed indicano le liste dove viene inserito un giocatore che ha un infortunio o una malattia non dipendente dal football americano. - (PUP) sta per Physically Unable to Perform ed indica la lista dove viene inserito un giocatore mentre è in attesa di recuperare la condizione fisica. Nella stagione regolare dopo la sesta partita giocata dalla propria squadra, il giocatore ha tempo tre settimane per riprendere ad allenarsi, più tre settimane aggiuntive dal suo rientro agli allenamenti per rientrare in prima squadra. |

## Calendario
| Stagione regolare |                        |           |
| Turno             | Avversario             | Risultato |
| 1                 | at Atlanta Falcons     | V 30–14   |
| 2                 | at Minnesota Vikings   | S 10–10   |
| 3                 | New York Giants        | V 24–10   |
| 4                 | at Miami Dolphins      | V 31–28   |
| 5                 | San Francisco 49ers    | S 16–0    |
| 6                 | Chicago Bears          | V 20–12   |
| 7                 | at New Orleans Saints  | V 16–10   |
| 8                 | Seattle Seahawks       | V 45–6    |
| 9                 | at Cincinnati Bengals  | S 20–12   |
| 10                | St. Louis Cardinals    | S 30–28   |
| 11                | at San Francisco 49ers | V 23–3    |
| 12                | New Orleans Saints     | V 33–14   |
| 13                | Atlanta Falcons        | V 59–0    |
| 14                | at Detroit Lions       | V 20–17   |

### Playoff
| Playoff                 |                  |                      |           |
| Turno                   | Data             | Avversario           | Risultato |
| Divisional              | 19 dicembre 1976 | at Dallas Cowboys    | V 14–12   |
| Conference Championship | 26 dicembre 1976 | at Minnesota Vikings | S 24–13   |

## Classifiche
| NFC West            |    |    |   |      |       |       |     |     |     |
|                     | V  | S  | P | %    | DIV   | CONF  | PF  | PS  | STR |
| Los Angeles Rams(3) | 10 | 3  | 1 | .750 | 5–1–0 | 8–2–1 | 351 | 190 | V4  |
| San Francisco 49ers | 8  | 6  | 0 | .571 | 4–2   | 5–5   | 270 | 190 | V1  |
| New Orleans Saints  | 4  | 10 | 0 | .286 | 2–5   | 3–8   | 253 | 346 | S3  |
| Atlanta Falcons     | 4  | 10 | 0 | .286 | 2–5   | 4–8   | 172 | 312 | S3  |
| Seattle Seahawks    | 2  | 12 | 0 | .143 | 1–3   | 1–12  | 229 | 429 | S5  |